# Fermió semi-Dirac
En la física de la matèria condensada, els fermions semi-Dirac són una classe de quasipartícules que són fermiònics amb la propietat inusual que la seva relació de dispersió d'energia canvia de quadràtica a lineal depenent de la seva direcció de moviment. Les seves propietats teòriques s'estudien des de fa temps.
La seva primera observació en un sòlid va ser en sulfur de silici zirconi (ZrSiS), un semimetall topològic, i es va publicar el 2024.
Una partícula pot no tenir massa quan la seva energia es deriva completament del seu moviment, és a dir, és essencialment energia pura que viatja a la velocitat de la llum. Per exemple, un fotó o partícula de llum es considera sense massa perquè es mou a la velocitat de la llum. Segons la teoria de la relativitat especial d'Albert Einstein, qualsevol cosa que viatgi a la velocitat de la llum no pot tenir massa. En els materials sòlids, el comportament col·lectiu de moltes partícules, també conegudes com a quasipartícules, pot tenir un comportament diferent al de les partícules individuals, que en aquest cas va donar lloc a partícules que tenien massa només en una direcció.

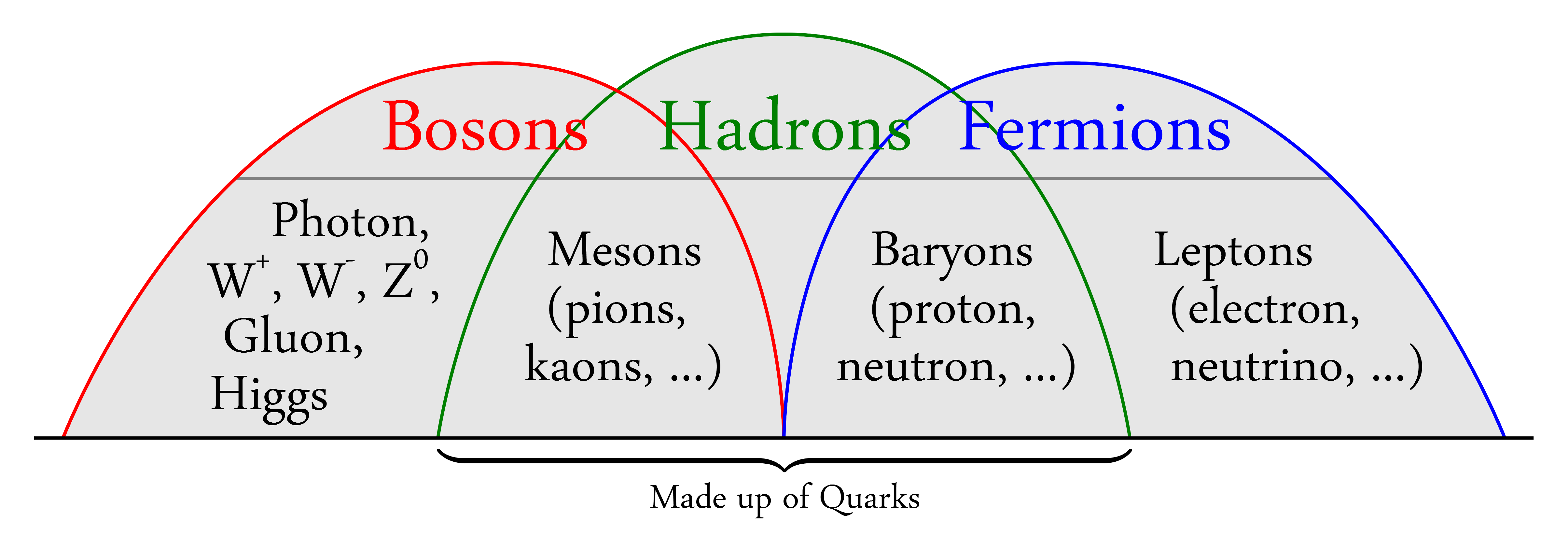
Els fermions formen una de les dues classes fonamentals de partícules subatòmiques, l'altra són els bosons. Totes les partícules subatòmiques han de ser una o una altra. Una partícula composta (hadron) pot caure en qualsevol classe depenent de la seva composició.

Els semimetalls topològics amb fermions de Dirac i Weyl sense massa representen l'avantguarda de la investigació de materials quàntics. En dues dimensions, fa 16 anys es va predir una classe peculiar de fermions sense massa en una direcció i massius en direcció perpendicular. Aquestes quasipartícules altament exòtiques, els fermions semi-Dirac, van encendre un intens interès teòric i experimental, però no s'han detectat. Utilitzant l'espectroscòpia magnetoòptica, demostrem la característica definitòria dels fermions semi-Dirac —escala 𝐵2/3 dels nivells de Landau— en un ZrSiS metàl·lic de línia nodal prototípica. En els metalls topològics, inclòs ZrSiS, les línies nodals estenen les degeneracions de la banda des de punts aïllats fins a línies, bucles o fins i tot cadenes a l'espai del moment. Amb càlculs ab initio i modelització teòrica, apuntem l'espectre semi-Dirac observat als punts d'encreuament de les línies nodals a ZrSiS. Les línies nodals que creuen presenten un espectre d'absorció continu però amb singularitats que s'escala com 𝐵2/3 a l'encreuament. El treball il·lumina les quasipartícules amagades que sorgeixen de la complexa topologia de l'encreuament de línies nodals i destaca el potencial d'explorar la geometria quàntica amb respostes òptiques lineals.